# QP (manga)
Pour les articles homonymes, voir QP.
QP (キューピー), aussi connu aussi sous le titre QP - Soul of Violence, est un seinen manga écrit et dessiné par Hiroshi Takahashi. Il est compilé en 8 volumes est pré-publié dans le magazine Young King Ours de l'éditeur Shōnen Gahōsha de 1999 à 2001, et est compilé en 8 volumes tankōbon. 
Le nom du manga fait référence au surnom donné au personnage principal, Kotori Ishida surnommé QP (kyupi) à cause de la mèche blonde qu'il avait au collège. Il était considéré comme le yankee le plus fort de la région.
Lié à cet univers, deux spin off du même auteur ont vu le jour : une avec pour titre QP Soul of Violence - Gaiden - Ryō Azuma, avec cette fois pour dessinateur Ksk Imamura et avec pour éditeur Akita Shoten, il est pré-publié par Play comic en 4 volumes de juin 2013 à novembre 2014. Cette série se centre sur la vie d'Azuma Ryo. C'est d'ailleurs de cette série dérivée que l'adaptation en série drama se fait en 2011,.       
Le deuxième lui raconte l'histoire du duo Tom et Jerry. QP Tom & Jerry Gaiden - Tsuki ni Te o Nobase a été édité par Akita Shoten et pré-publié dans le Monthly Shōnen Champion. La série comprend 9 volumes publiés de novembre 2014 à septembre 2017, avec pour dessinateur Okushima Hiromasa.       

## Synopsis
QP raconte l'histoire de Kotori Ishida, qui rêvait dans sa jeunesse de conquérir le monde par la violence, car c'était la seule chose qu'il savait faire. Il avait fait diverses rencontres, d'autres yankees, avec qui il conquit collège après collège et réduisit les réputations de bien des caïds à néant. Le manga débute quelques années plus tard où Kotori cherche à se défaire de son passé, en trouvant un nouveau travail dans une station service...

## Adaptation endramajaponais
Étant tiré du même univers que les œuvres à succès Crows et Worst, QP se voit adapté sous forme d'un drama de 12 épisodes en 2011. Contrairement au manga centré sur le gangster  "QP" ou Kotori Ishida, la version live-action est une histoire secondaire qui se concentrera sur Ryō, l'ami proche d'Ishida avec ses propres mystérieuses ambitions.

### Synopsis du drama
Misaki Hajime (Kento Hayashi) décide d’abandonner son rêve de devenir champion de boxe à la suite d'une blessure au poing. Il rencontre un jour Azuma Ryo (Takumi Saitō), chef du clan de yakuza appelé Tenrokai, qu’il décide de suivre dans le but de s’y enrôler. Il est placé sous la tutelle de Hiko (Tomorowo Taguchi). Au milieu de tout cela, le clan Yokomizo dirigé par Hitoshi Kitajima (Kippei Shiina), qui gagne de l’ampleur dans le secteur, cherche à atteindre Ryo. La relation déjà conflictuelle entre les clans Tenrokai et Yokomizo continuent à se dégrader. Le troisième clan rival, Furuiwa  dirigé par Kanemitsu Hachiya, garde une distance par rapport au conflit attendant l'opportunité de se placer en puissance. Le passé de Ryo, Tom (Kaneko Nobuaki) et Jerry (Watabe Gota) est aussi révélé. 

### Casting
Acteurs principaux
- Takumi Saitō : Azuma Ryo
- Kento Hayashi : Misaki Hajime
- Kaneko Nobuaki : Tom
- Watabe Gota : Jerry

Acteurs secondaires
- Kubota Masataka : Eiji
- Dai Watanabe : Ryosuke Kimizuka
- Arizono Yoshiki : Kazama
- Denden : Chef du clan Furuiwa
- Kenchi (du groupe de J-pop EXILE) : Mario
- Kyosuke Yabe : Kanemitsu Hachiya
- Tomorowo Taguchi : Hiko
- Kippei Shiina : Hitoshi Kitajima

### Equipe de production
- Réalisateurs : Takashi Miike, Takeshi Watanabe, Shintaro Sugawara, Kyo Y
- Producteurs : Atsushi Sato, Tetsuya Sakasaka, Miko Saka, Shigeji Maeda
- Scénariste : Masaru Nakamura
- Compositeur/Musique : Ike Yoshihiro

### Musique
- opening : Lenny Kravitz - Looking Back On Love
- ending : Maximum The Hormone -  Black ¥ Power G-Men Spy